# کافین (ایلینوی)
کافین، ایلینوی (به انگلیسی: Coffeen, Illinois) یک شهر در ایالات متحده آمریکا با جمعیت ۷۰۹ نفر است که در ایلی‌نوی واقع شده‌است.

## موقعیت جغرافیایی
موقعیت جغرافیایی شهرها و مناطق اطراف به شرح زیر است: